# 1986年の宝塚歌劇公演一覧
本項目では、1986年の宝塚歌劇公演一覧（1986ねんのたからづかかげきこうえんいちらん）について示す。

## 宝塚大劇場公演
（）内は、作者または演出者名。参考資料は90年史。

### 花組
- 1月1日 - 2月11日
  - 『微風のマドリガル』（大関弘政）
  - 『メモアール・ド・パリ』（小原弘稔）

### 雪組
- 2月14日 - 3月26日
  - 『大江山花伝』（柴田侑宏）
  - 『スカイ・ハイ・スカイ』（草野旦）

### 星組
- 3月28日 - 5月13日
  - 『レビュー交響楽』（植田紳爾）

### 月組
- 5月16日 - 6月24日
  - 『百花扇<夏の抒情詩>』（阿古健、花柳寿楽　演出）
  - 『哀愁』（菊田一夫　脚本、酒井澄夫　潤色・演出）

### 花組
- 6月27日 - 8月6日
  - 『真紅なる海に祈りを<アントニーとクレオパトラ>』（柴田侑宏）
  - 『ヒーローズ』（三木章雄）

### 雪組
- 8月8日 - 9月23日
  - 『三つのワルツ』（横澤英雄・菅沼潤　脚本・演出）

### 星組
- 9月26日 - 11月11日
  - 『華麗なるファンタジア』（太田哲則）
  - 『ブギ・ウギ・フォーリーズ』（小原弘稔）

### 月組
- 11月14日 - 12月23日
  - 『パリ、それは悲しみのソナタ』（植田紳爾）
  - 『ラ・ノスタルジー』（岡田敬二）

## 東京宝塚劇場公演
（）内は、作者または演出者名。参考資料は90年史。

### 月組
- 3月4日 - 3月30日
  - 『ときめきの花の伝説』（柴田侑宏　脚本・演出）
  - 『ザ・スイング』（村上信夫）

### 花組
- 4月3日 - 4月29日
  - 『微風のマドリガル』（大関弘政）
  - 『メモアール・ド・パリ』（小原弘稔）

### 雪組
- 6月4日 - 6月30日
  - 『大江山花伝』（柴田侑宏）
  - 『スカイ・ハイ・スカイ』（草野旦）

### 星組
- 7月4日 - 7月30日
  - 『レビュー交響楽』（植田紳爾）

### 月組
- 8月3日 - 8月31日
  - 『百花扇<夏の抒情詩>』（阿古健、花柳寿楽　演出）
  - 『哀愁』（菊田一夫　脚本、酒井澄夫　潤色・演出）

### 花組
- 11月3日 - 11月30日
  - 『真紅なる海に祈りを<アントニーとクレオパトラ>』（柴田侑宏　脚本・演出）
  - 『ヒーローズ』（三木章雄）

### 雪組
- 12月4日 - 12月27日
  - 『三つのワルツ』（横澤英雄・菅沼潤　脚本・演出）

## 宝塚バウホール公演
（）内は、作者または演出者名。参考資料は90年史。

### 雪組
- 1月2日 - 1月15日
  - 『ショー・ボート』（酒井澄夫　脚色・演出）

### 月組
- 1月25日 - 2月9日
  - 『夢の彼方に』（三木章雄）

### 星組
- 2月13日 - 2月24日
  - 『パペット』（正塚晴彦）

### 花組
- 3月1日 - 3月16日
  - 『不思議なカーニバル』（太田哲則）

### 雪組
- 4月19日 - 5月5日
  - 『ヴァレンチノ』（小池修一郎）

### 花組
- 5月13日 - 5月25日
  - 『散る花よ、風の囁きを聞け』（谷正純）

### 星組
- 5月31日 - 6月13日
  - 『愛のカンタータ』（草野旦）

### 花組
- 8月22日 - 9月7日
  - 『グッバイ・ペパーミントナイト!』（中村暁）

### 月組
- 9月20日 - 10月5日
  - 『ロータスの伝説』（村上信夫）

### 雪組
- 10月25日 - 11月10日
  - 『恋のチェッカー・フラッグ』（石田昌也）

## その他の日本公演
（）内は、作者または演出者名。参考資料は90年史。

### 星組
- 2月1日 - 2月10日　名古屋・中日劇場
  - 『西海に花散れど』（菅沼潤）
  - 『ザ・レビューIII』（酒井澄夫）

### 雪組
- 4月13日 - 4月29日　大津、彦根、浜松、市川、伊勢崎、羽生、喜多方、仙台、浦和、綾瀬、成田、福山
  - 『愛のカレードスコープ』（植田紳爾）
  - 『アンド・ナウ!』（三木章雄）

- 5月1日 - 5月5日　福岡市民会館
  - 『愛のカレードスコープ』（植田紳爾）
  - 『アンド・ナウ!』（三木章雄）

### 星組・特別
- 8月16日 - 8月22日　東京・abc会館
  - 『愛のカンタータ』（草野旦）

- 8月23日　名古屋・愛知文化講堂
  - 『愛のカンタータ』（草野旦）

### 花組
- 9月6日 - 9月23日　一宮、瀬戸、町田、焼津、豊田、宇都宮、習志野、甲府、武蔵野、藤沢、調布、二戸、越谷
  - 『微風のマドリガル』（大関弘政）
  - 『メモアール・ド・パリ』（小原弘稔）

### 雪組
- 10月21日 - 11月10日　広島、江南、土岐、恵那、岡山、徳山、金沢、鯖江、安城、美濃、熊本、鹿児島、人吉、宮崎
  - 『愛のカレードスコープ』（植田紳爾）
  - 『アンド・ナウ!』（三木章雄）